# Alucita pygmaea
Alucita pygmaea là một loài bướm đêm thuộc họ Alucitidae. Nó được tìm thấy ở miền bắc half của Úc, cũng như Fiji.
Sải cánh dài khoảng 8 mm.
Ấu trùng ăn Canthium oleifolium.